# ورخ-شوبینکا
ورخ-شوبینکا (به لاتین: Verkh-Shubinka) یک منطقهٔ مسکونی در روسیه است که در سرزمین آلتای واقع شده‌است.